# Paul Kellen

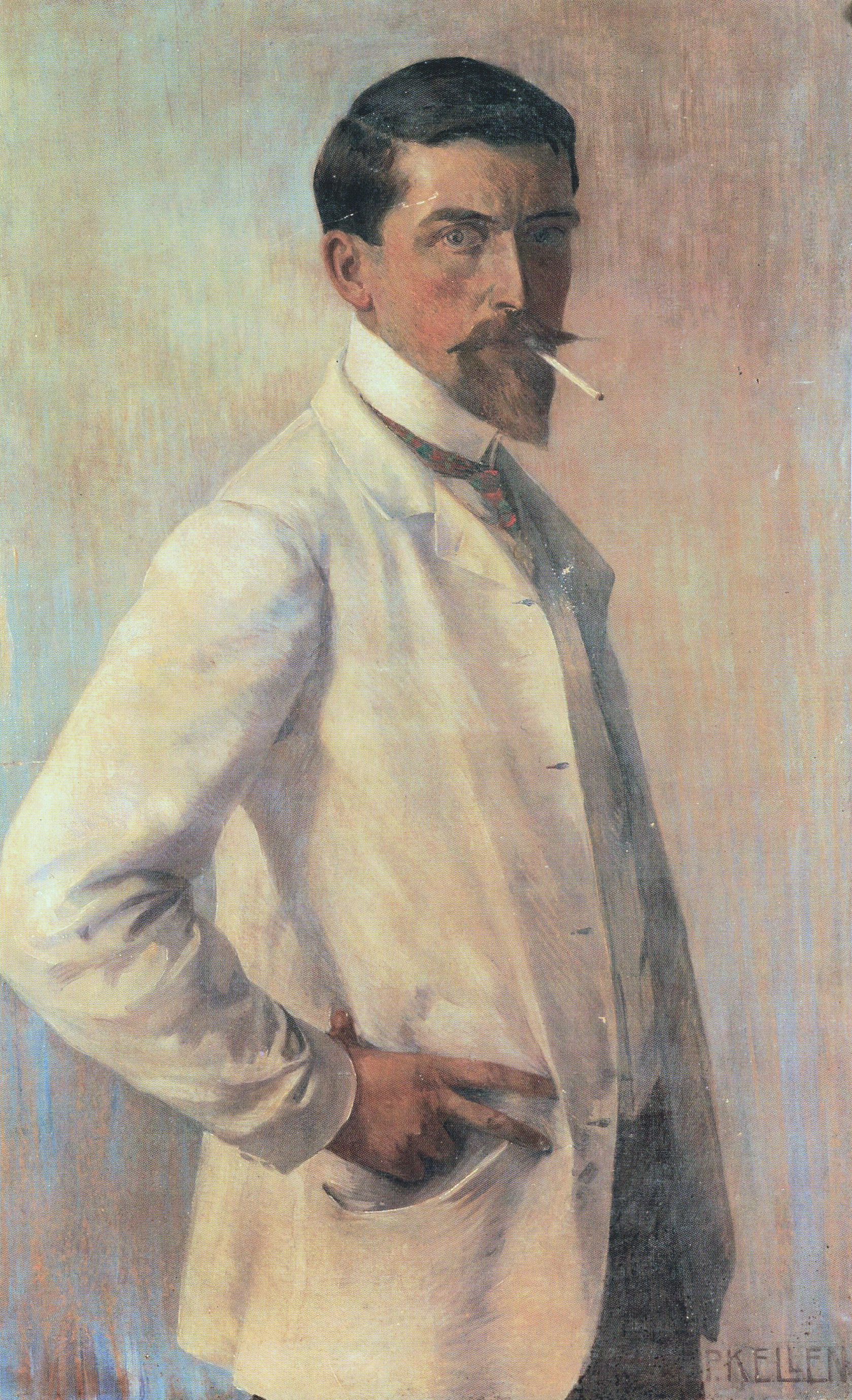
Portret van K. von Gelmer (collectie MNAHA)

Anton Paul (Paul) Kellen (Limpertsberg, 17 januari 1881 – Hohenheim (Stuttgart), 25 november 1918) was een Luxemburgs kunstschilder. Hij wordt ook vermeld als Antoine-Paul Kellen, hij signeerde zijn werk als P. Kellen.

## Leven en werk
Paul Kellen was een zoon van telegrafist en bijenhouder Jean Baptiste Kellen (1839-1929) en Anna Margaretha Lunebach, en een jongere broer van Marguerithe Kellen (1866-1896), die trouwde met Auguste van Werveke, en van de schrijver Tony Kellen (1869-1948). Kellen studeerde aan de École des arts decoratifs in Straatsburg en vanaf 1901 als leerling van Martin Feuerstein aan de Akademie der Bildenden Künste in München. Hij gaf na zijn studie leiding aan een tekencursus in Diekirch.
Kellen schilderde landschappen en portretten en maakte ontwerpen voor glasramen. Hij werd lid van de kunstenaarsvereniging Cercle Artistique de Luxembourg (CAL), waar hij vanaf 1902 deelnam aan de jaarlijkse salons. Hij behaalde dat jaar de de eerste prijs in een afficheontwerpwedstrijd van de CAL. In 1907 maakte Kellen een voorstelling van Jan de Blinde voor een ontwerpwedstrijd voor een glas-in-loodraam in het trappenhuis van het nog te bouwen Cercle municipal, hij behaalde met Pierre Blanc een gedeelde tweede plaats. Wegens technische problemen werd geen van de ontwerpen uitgevoerd en werd later dat jaar een nieuwe wedstrijd uitgeschreven, waarbij Kellen opnieuw de tweede plaats behaalde. In 1908 werd hij bestuurslid van de dramavereniging Cercle Amical de Limpertsberg.
Tegen het eind van de Eerste Wereldoorlog trok Kellen naar zijn broer Tony in Duitsland, hij was toen al ziek. Hij overleed er, op 37-jarige leeftijd, en werd begraven in Birkach (Stuttgart). Zijn grafmonument werd in opdracht van Tony ontworpen door Hans von Kolb.
- Gemeinsame Normdatei: 1079070621
- Musée national d'archéologie, d'histoire et d'art: lkl000265
- Virtual International Authority File: 48144814244823044006